# Firminus punicus
Firminus punicus är en skalbaggsart som beskrevs av Hermann Burmeister 1855. Firminus punicus ingår i släktet Firminus och familjen Melolonthidae. Inga underarter finns listade i Catalogue of Life.